# Ángela Labordeta
Ángela Labordeta de Grandes (Teruel, España, 1967) es una escritora y periodista española. 

## Biografía
Nació en Teruel, Aragón, en 1967. Es escritora. Vive en Zaragoza, ciudad en la que estudió Filosofía y letras. Se ha dedicado al periodismo en Diario 16 de Aragón y El Periódico de Aragón. Es hija del escritor y cantautor José Antonio Labordeta, sobrina del escritor Miguel Labordeta y hermana de la actriz Ana Labordeta.
En las elecciones al Parlamento Europeo de 2014, Ángela Labordeta participó en la coalición Primavera Europea como primera representante de Chunta Aragonesista (CHA), no siendo elegida.

## Obra
Novelas publicadas:
- Así terminan los cuentos de hadas (1994). ISBN 84-88688-66-0.
- Rapitán (1997). ISBN 84-8306-047-7.
- Bombones de licor (2000). ISBN 84-239-7979-2.
- El novio de mi madre (2002, Xordica Editorial).[2]
- Sin hablar con nadie (2008, Xordica Editorial).[3]
- Equilibrista (2020, Los Libros del Gato Negro)[4]

### Traducciones
Sus cuentos han sido traducidos al inglés:
- My Mother's Boyfriend.[5]
- Barcelona (Gargoyle Magazine).